# Paul Butterfield
Paul Vaughn Butterfield, född 17 december 1942 i Chicago, Illinois, död 4 maj 1987 i North Hollywood, Los Angeles, Kalifornien, var en amerikansk bluessångare och musiker, som ledde Paul Butterfield Blues Band.

## Diskografi (urval)

### Studioalbum

#### The Butterfield Blues Band
- The Paul Butterfield Blues Band (1965)
- East-West (1966)
- The Resurrection of Pigboy Crabshaw (1967)
- In My Own Dream (1968)
- Keep On Moving (1969)
- Sometimes I Just Feel Like Smilin' (1971)

#### Paul Butterfield's Better Days
- Better Days (1973)
- It All Comes Back (1973)

#### Paul Butterfield
- Put It in Your Ear (1976)
- North-South (1981)
- The Legendary Paul Butterfield Rides Again (1986)

### Livealbum
- Live (1970)
- Strawberry Jam (1996, inspelad 1966–1968)
- East-West Live (1996, inspelad 1966–1967)
- Live at Winterland Ballroom – Paul Butterfield's Better Days (1999, inspelad 1973 på Winterland Ballroom)
- Rockpalast: Blues Rock Legends, Vol. 2 – Paul Butterfield Band (2008, inspelad 1978)
- Live at the Lone Star – Rick Danko, Richard Manuel & Paul Butterfield (2011, inspelad 1984)

### Samlingsalbum
- Golden Butter: The Best of the Butterfield Blues Band (1972)
- The Original Lost Elektra Sessions (1995, inspelad 1964)
- An Anthology: The Elektra Years (1997)
- Paul Butterfield's Better Days: Bearsville Anthology (2000)
- Hi-Five: The Paul Butterfield Blues Band (EP, 2006)